# ボリビアの国章
ボリビアの国章（ボリビアのこくしょう）は国旗に囲まれた中央の盾（シールド）、マスケット銃、カノン砲、月桂樹の枝、及び頂上のアンデス・コンドルから構成されている。
中央のシールドの枠の下部にある10の星は、現在の9つの県と、かつてボリビア領土だったが1879年に太平洋戦争（硝石戦争）でチリに占領されたリトラル県（太平洋沿岸部）を象徴している。シールドの枠の頂上部にはボリビアの国名が書かれている。枠の内側にはポトシ銀山（鉱山の入り口があるのが認められる）が描写され、その上部には日が昇り、アルパカが木と小麦の隣に立っている。アルパカが山とのコントラストをなす平野に立っているが、山と平野のコントラストはボリビアの地理を表示している。アルパカは国獣であり、その隣にある木（林業）と小麦（農業）は国家の資源を象徴している。
シールドの周囲には左右両側に三つのボリビア国旗が配置されている。それらの陰にある二つずつのマスケット銃のペアは闘争と独立を象徴している。マスケット銃の隣には斧と赤いフリギア帽があり、それらは解放もしくは自由を象徴している。月桂樹は平和の象徴であり、コンドルがシールドの上に止まっているのは国家と自由を防衛する意思を象徴している。
ボリビア国章の描写の中には、二つのマスケットが二つのカノン砲に置き換えられるものもある。その他の描写では、シールドの中の象徴物がより写実的なものになっている。

## ギャラリー

独立直後の1825年に制定された国章
翌1826年に制定された国章
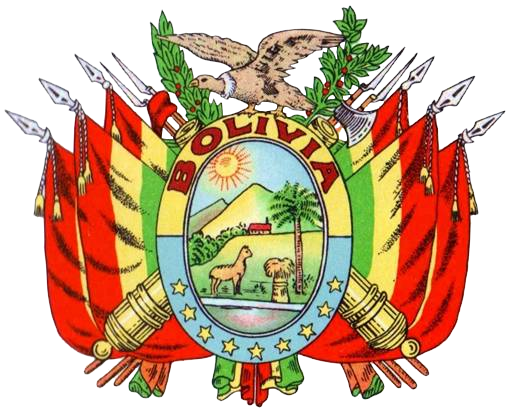
1888年に制定された国章
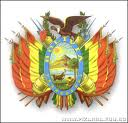
1888年に制定された国章。現在の国章はこれを手直ししたもの